# Heinz-Jürgen Pezzer
Heinz-Jürgen Pezzer (* 4. Juli 1950 in Dortmund) ist ein deutscher Jurist und ehemaliger Richter am Bundesfinanzhof.

## Beruflicher Werdegang
Pezzer schloss seine juristische Ausbildung 1978 mit dem Zweiten Juristischen Staatsexamen ab. Danach begann er seine juristische Laufbahn als Wissenschaftlicher Assistent am Institut für Steuerrecht der Universität zu Köln bei Klaus Tipke, bei dem er 1986 mit dem Thema Die verdeckte Gewinnausschüttung im Körperschaftsteuerrecht promovierte.
Im November 1979 erfolgte die Berufung zum Finanzrichter beim Finanzgericht Düsseldorf, dem Pezzer – unterbrochen durch eine knapp vierjährige Abordnung als Wissenschaftlicher Mitarbeiter an das Bundesverfassungsgericht – bis zu seiner Ernennung zum Richter am Bundesfinanzhof am 26. Juli 1991 angehörte.
Bis Dezember 2006 war Pezzer Mitglied im IX. Senat des Bundesfinanzhofes. Zum 1. Januar 2007 erfolgte der Wechsel in den VIII. Senat, dessen Leitung er mit seiner Ernennung zum Vorsitzenden Richter am Bundesfinanzhof im Januar 2009 übernahm. Als Vorsitzender des VIII. Senats war Pezzer Nachfolger von Reinhild Ruban.
Pezzer nahm in den mehr als 24 Jahren seiner höchstrichterlichen Tätigkeit weitreichenden Einfluss auf die Rechtsprechung des VIII. und IX. Senats des Bundesfinanzhofes und bestimmte die Judikatur dieser Senate maßgeblich mit. Gleiches gilt für den Großen Senat des Bundesfinanzhofes, dem Pezzer mit kurzer Unterbrechung seit dem Jahr 2000 angehörte.
Pezzer war neben seiner richterlichen Profession in mehreren weiteren Funktionen im Bundesfinanzhof tätig. In den Jahren 2002 bis 2006 war er dort Referent für Presse- und Öffentlichkeitsarbeit und viele Jahre auch Mitglied des Richterrats. Daneben war er lange Jahre Vertrauensrichter der Wissenschaftlichen Mitarbeiter beim Bundesfinanzhof. Der Fachwelt ist Pezzer durch eine Vielzahl von Fachpublikationen, insbesondere auf dem Gebiet des Einkommen- und Körperschaftsteuerrechts, bekannt geworden. Er war auch Mitglied der Kommission Steuergesetzbuch und Mitautor der abschließenden Publikation. Zudem war Pezzer viele Jahre Lehrbeauftragter an der Universität Osnabrück und wurde dort im Februar 2003 zum Honorarprofessor ernannt.
Mit Ablauf des Monats November 2015 trat Pezzer als Richter am Bundesfinanzhof in den Ruhestand.

## Mitgliedschaften
Pezzer ist Mitglied der European Association of Tax Law Professors, der International Association of Tax Judges, Mitglied des Wissenschaftlichen Beirates der Deutschen Steuerjuristischen Gesellschaft, sowie des Vorstands und des Wissenschaftlichen Arbeitskreises des Deutschen Wissenschaftlichen Instituts der Steuerberater.

## Werke
- Die verdeckte Gewinnausschüttung im Körperschaftsteuerrecht. Erfassung, Voraussetzungen, Rechtsfolgen, Rückgängigmachung. Dissertation. O. Schmidt, Köln 1986, ISBN 3-504-23008-8.
- Heinz-Jürgen Pezzer (Hrsg.): Vertrauensschutz im Steuerrecht. Graz, 15. und 16. September 2003. Konferenzschrift (= Veröffentlichungen der Deutschen Steuerjuristischen Gesellschaft. Band 27). O. Schmidt, Köln 2004, ISBN 978-3-504-62029-5.
- Jörg Manfred Mössner, Heinz-Jürgen Pezzer: Die Finanzverwaltung – ein Ersatzgesetzgeber? Verlag des Wissenschaftlichen Instituts der Steuerberater, Berlin 2006, ISBN 978-3-933911-23-0.
- Roman Seer, Heinz-Jürgen Pezzer: Selbstveranlagung. Wegfall des Amtsermittlungsgrundsatzes? In: Schriftenreihe des Deutschen Wissenschaftlichen Instituts der Steuerberater e.V. Nr. 30, 2015.